# Scotophaeus cultior
Scotophaeus cultior är en spindelart som beskrevs av Kulczynski 1899. Scotophaeus cultior ingår i släktet Scotophaeus och familjen plattbuksspindlar.
Artens utbredningsområde är Madeira. Inga underarter finns listade i Catalogue of Life.